# Vzdělávací nadace Jana Husa
Vzdělávací nadace Jana Husa je nepolitická, nekonfesijní nadace zřízená v roce 1990 k podpoře vzdělanosti, kultury a svobody. Sídlí v Brně a poskytuje granty a stipendia vyučujícím, studentům a studentkám středních a vysokých škol nebo výzkumníkům.
Hlásí se k odkazu svých předchůdců, občanů Spojeného království Velké Británie a Severního Irska a Francie, kteří v osmdesátých letech 20. století založili ve svých zemích Jan Hus Educational Foundation a Association Jan Hus jako výraz solidarity s občany komunistického Československa.

## Historie

### Husovy zahraniční nadace a disent v Brně
V roce 1980 byla v Oxfordu založena The Jan Hus Educational Foundation (JHEF). V témže roce byla v Paříži ustavena Association Jan Hus. Během osmdesátých let vznikly Husovy nadace v Kanadě, USA, Beneluxu a Německu. Občané uvedených zemí, z velké části akademici a umělci, se rozhodli podporovat výuku v seminářích „podzemní univerzity“, nezávislé bádání, samizdatovou vydavatelskou činnost a svobodné kulturní aktivity v Československu.
V dubnu 1981 začala spolupráce brněnského disentu s britskou nadací a v druhé polovině osmdesátých let se připojily nadace francouzská a německá. Spolupráce nabídla nikým a ničím neokleštěné vzdělávání desítkám nekonformních lidí v soukromých bytech v Brně. V rámci této pomoci byla do Brna poskytována spotřební elektronika v tehdejší ČSSR nedostupná (osobní počítače, tiskárny, videorekordéry, videokamery) pro kulturní život nezávislý na politické moci. Současná Vzdělávací nadace Jana Husa proto odvozuje svoji historii především od aktivit, které probíhaly v Brně, kde sídlí.
Začátkem roku 1990 odhalil v britském tisku Roger Scruton, jeden ze zakladatelů JHEF, rozsah spolupráce a mezinárodní síť významných učenců, která pomáhala lidem v Československu. V květnu 1990 poděkoval britské nadaci prezident ČSFR Václav Havel. V prosinci 2021 pak schválilo Zastupitelstvo města Brna udělení čestného občanství města Brna britskému filozofovi a spisovateli siru Rogeru Vernonu Scrutonovi, in memoriam.

### Vznik československé Vzdělávací nadace Jana Husa v Brně
V březnu 1990 vznikla v Brně Československá vzdělávací nadace Jana Husa s cílem ideje a zahraniční kontakty nabyté během spolupráce české občanské společnosti se zahraničím předat československým vzdělávacím, uměleckým a neziskovým institucím. Zakladateli nadace byli Jiří Müller, Eva Oslzlá a Miroslav Pospíšil.

## Činnost nadace
Ihned po vzniku nadace se cílem a náplní její práce stala pomoc českým a slovenským vzdělávacím institucím při obnově a rozvoji svobodného vzdělávání v humanitních a sociálněvědních oborech. Prvními programy na počátku 90. let 20. století byly například program vzdělávání českých a slovenských vysokoškolských učitelů politologie, která za státního socialismu neexistovala, jelikož byla redukována na výuku marxismu-leninismu, tříletý program vzdělávání pro pracovníky místní samosprávy nebo několikaletý program podpory rozvoje výuky práva. Nadace rovněž organizovala několik víceletých cyklů přednášek z oborů filosofie, politická filosofie, mezinárodní právo, právo evropských společenství a lidská práva.
Brzy po rozdělení Československa vznikla v Bratislavě Vzdelávacia nadácia Jana Husa. Během své existence podporovala vydávání překladové i původní literatury z oblasti společenských věd a práva; podporovala několika programy mladé začínající učitele vysokých škol; od roku 2003 byla národním koordinátorem soutěže z novodobé historie pro studenty středních škol Eustory na Slovensku; podpořila vznik nových oborů na slovenských vysokých školách nebo jejich inovace; roku 2004 poprvé vyhlásila společně s českou nadací program „Semináre českých a slovenských historikov pre stredoškolských profesorov dejepisu“. Slovenská nadace ukončila svoji činnost v roce 2009. Morální závazky slovenské nadace převzala česká Vzdělávací nadace Jana Husa. Ta od 2010 všechny své programy vyhlašuje také pro Slovenskou republiku. Členy správní rady jsou občané České republiky i Slovenské republiky.

### Programy pro vysoké školy
Ve spolupráci s francouzskou Association Jan Hus začala nadace v roce 1992 pořádat Letní školu francouzské filosofie, která se konala každoročně střídavě ve Francii, v České a Slovenské republice. Tento program nadace podporovala vice než 30 let.
V rámci Grantu Husovy nadace fungoval v letech 2002 až 2008 program Cursus Innovati, podporující zavádění nových studijních programů na vysokých školách. Od roku 2017 podporuje nadace v tomto programu vypracování odborné eseje na zadané téma, které považuje za důležité z hlediska svého poslání podporovat vzdělanost, kulturu a svobodu. Grant je určen pro doktorandy nebo doktory do 40 let věku působící v humanitních a společenskovědních oborech. Eseje, které úspěšně prošly odborným hodnocením, jsou publikovány. Jsou jimi například knihy Petra Galluse, Libora Bendy nebo Zdeňka Ježka .
V roce 2004 nadace poprvé vyhlásila Stipendium Husovy nadace. V rámci tohoto programu nadace podporuje především svobodné a nerušené bádání začínajících vysokoškolských učitelů a akademických pracovníků, jež se zpravidla hůře dostávají k financování svého odborného a výzkumného zájmu.
Od roku 2007 vyhlašuje nadace, Právnická fakulta Masarykovy univerzity a Fakulta sociálních studií Masarykovy univerzity ve spolupráci s Ústavním soudem ČR, Nejvyšším soudem ČR, Nejvyšším správním soudem ČR, Nejvyšším státním zastupitelstvím ČR a Veřejným ochráncem práv Cenu Ius et Societas. Je určena studujícím českých i zahraničních vysokých škol, a to nejen právníkům, ale i sociologům, filozofům, teologům, historikům a studujícím dalších oborů, přičemž se oceňují eseje obsahující nejzajímavější podněty, pohledy a otázky týkající se role práva a justice ve společnosti.

### Programy pro střední školy
V roce 2005 nadace vyhlásila poprvé Cenu Bronislavy Müllerové za nejlepší esej na téma „Zápas o svobodu slova“, o kterou se mohou ucházet středoškolští studenti a studentky. V červenci 2024 byl vyhlášen 20. ročník tohoto nadačního programu. Od roku 2006 je tato cena slavnostně vyhlašována v Moravském zemském muzeu pod záštitou předsedy Ústavního soudu. Od roku 2023 se na vyhlašování témat a hodnocení prací podílí Společnost Ferdinanda Peroutky.
V roce 2012 byl vyhlášen první ročník programu Cena Vladimíra Jochmanna pro učitele – Labyrint světa. Program je určen pro vyučující základních a středních škol z České a Slovenské republiky, kteří ve svých studujících podněcují zájem o historii, společnost a další humanitní témata. I tato cena je slavnostně vyhlašována v Moravském zemském muzeu.
Od roku 2014 uděluje nadace Přírodovědná stipendia Husovy nadace. Stipendium je určeno pro ty, jež maturují v daném roce a kteří jsou přijati k univerzitnímu studiu programů matematiky, fyziky, chemie, biologie nebo medicíny na vysoké škole kdekoli na světě. Smyslem stipendia je propojit přírodní a humanitní vědy - podpořit přemýšlení mladých lidí, kteří se rozhodli studovat přírodní vědy nebo medicínu, směrem k širším souvislostem jejich oboru, kam patří diskuse o charakteru vědy, její ambivalentnosti a komplexnosti, spoluodpovědnosti za stav světa apod.

## Statut, účel, majetek
Statut nadace převedl práva zakladatelů na správní radu, která řídí aktuální i budoucí směřování nadace. Ze statutu je stanovený trvalý účel nadace, a to podpora „vzdělanosti, kultury a svobody“. Přičemž nadace má povinnost nespotřebovat majetek, aby podpora mohla být dlouhodobá. Orgány nadace jsou správní rada, dozorčí rada a ředitel či ředitelka. Činnost nadace řídí 13členná správní rada. Za nadaci jedná a podepisuje předseda správní rady a místopředsedové, a to každý z nich samostatně. Kontrolním a revizním orgánem je tříčlenná dozorčí rada. Dvoučlenný sekretariát řídí výkonná ředitelka (podle stavu k 1. lednu 2025).

### Původ majetku a finanční nezávislost
V roce 1991 byl zákonem České národní rady č. 171/1991 Sb. zřízen Nadační investiční fond (NIF) „pro účely podpory nadací určených Poslaneckou sněmovnou Parlamentu na návrh vlády“. Vláda pro tento fond vyčlenila 1 % akcií z druhé vlny kupónové privatizace.
V letech 1998‒2001 byl zákon naplněn. Vláda ČR vyhlásila výběrové řízení a na základě výsledků rozhodla Poslanecká sněmovna Parlamentu ČR o přidělení finančních příspěvků 73 nadacím, což bylo 22 % všech registrovaných nadací v té době. Vzdělávací nadace Jana Husa jako nejlepší česká nadace v oblasti vzdělávání obdržela z výběrového řízení 71 054 000 Kč.
Nadace je finančně nezávislá, nemusí se řídit pokyny a přáním dárců a disponuje vlastním majetkem. Chrání jej před inflací a zhodnocuje investováním. Užívá k plnění svého poslání pouze výnosy z majetku, případně drobnější dary. Cítí se zavázána nespotřebovat původně veřejné peníze a dobře je spravovat ve prospěch vzdělanosti, kultury a svobody. Ke konci roku 2023 činila hodnota majetku nadace 119 milionů Kč.